# Pseudopanurgus eurycephalus
Pseudopanurgus eurycephalus är en biart som först beskrevs av Timberlake 1975.  Pseudopanurgus eurycephalus ingår i släktet Pseudopanurgus och familjen grävbin. Inga underarter finns listade i Catalogue of Life.